# Selezioni giovanili della nazionale femminile di pallacanestro d'Israele
Le selezioni giovanili della nazionale di pallacanestro femminile d'Israele sono gestite dalla Federazione cestistica d'Israele e partecipano ai tornei cestistici internazionali femminili per squadre nazionali, limitatamente a specifiche classi d'età.

## Under-20
Rappresenta le migliori giocatrici di nazionalità israeliana di età non superiore ai 20 anni. Partecipa a tutte le manifestazioni internazionali giovanili di pallacanestro per nazioni gestite dalla FIBA.

### Partecipazioni
FIBA EuroBasket Under-20
- 2006 - 14°
- 2007 - 15°
- 2023 - 7°

## Under-18
Rappresenta le migliori giocatrici di nazionalità israeliana di età non superiore ai 18 anni. Partecipa a tutte le manifestazioni internazionali giovanili di pallacanestro per nazioni gestite dalla FIBA.
Agli inizi la denominazione originaria era Nazionale Cadette, in quanto la FIBA classificava le fasce di età sotto i 18 anni con la denominazione "cadette". Dal 2000, la FIBA ha modificato il tutto, equiparando sotto la dicitura "under 18" sia denominazione che fasce di età. Da allora la selezione ha preso il nome attuale.

### Partecipazioni
Division A
- 1967 - 10°
- 1969 - 8°
- 1971 - 8°
- 1973 - 9°
- 1975 - 9°

- 1977 - 12°
- 1988 - 10°
- 2004 - 9°
- 2015 - 12°
- 2016 - 14°

- 2019 - 11°
- 2022 - 13°
- 2023 - 12°

Division B
- 2005 - 10°
- 2006 - 7°
- 2007 - 6°
- 2008 - 12°
- 2009 - 4°

- 2010 - 12°
- 2011 - 8°
- 2012 - 13°
- 2013 - 14°
- 2014 -  3°

- 2017 - 7°
- 2018 -  3°

## Under-16
Rappresenta le migliori giocatrici di nazionalità israeliana di età non superiore ai 16 anni. Partecipa a tutte le manifestazioni internazionali giovanili femminili di pallacanestro per nazioni gestite dalla FIBA.
Agli inizi la denominazione originaria era Nazionale Allieve, in quanto la FIBA classificava le fasce di età sotto i 18 anni con la denominazione "allieve". Dal 2000, la FIBA ha modificato il tutto, equiparando sotto la dicitura "under 16" sia denominazione che fasce di età. Da allora la selezione ha preso il nome attuale.

### Partecipazioni
Division A
- 1976 - 11°
- 1978 - 13°
- 1982 - 11°
- 2023 - 12°

Division B
- 2004 -  3°
- 2005 - 9°
- 2006 - 10°
- 2007 - 4°
- 2008 - 17°

- 2009 - 13°
- 2010 - 10°
- 2011 - 13°
- 2012 - 9°
- 2013 - 6°

- 2014 - 12°
- 2015 - 9°
- 2016 - 4°
- 2017 - 9°
- 2018 - 5°

- 2019 - 11°
- 2022 -  3°